# OpenSpace.ru
OpenSpace.ru — российское общественно-политическое интернет-издание. До июля 2012 года портал освещал современное искусство и культуру.

## История

### Первый этап: общественно-культурный

Старый логотип сайта

Проект был основан компанией «АртМедиа Групп» и официально открыт 26 июня 2008 года. Весной 2010 года OpenSpace начал испытывать финансовые затрудения в связи с закрытием «АртМедиа Групп» (в результате ареста его владельца Валерия Носова, бизнесмена и бывшего заместителя министра финансов Московской области). Работа сайта ухудшилась: в течение лета он стал реже обновляться. 25 августа он возобновил работу, и в сентябре было объявлено, что портал купил предприниматель Вадим Беляев.
По словам шеф-редактора Глеба Морева, «в основе концепции OpenSpace.ru — идея экспертного знания». На сайте публиковались свыше 500 авторов. Главным редактором была поэт Мария Степанова. Материалы сайта размещались в нескольких отделах (в скобках указан шеф-редактор):
- Кино (Мария Кувшинова)
- Искусство (Екатерина Дёготь)
- Музыка
  - Современная (Денис Бояринов)
  - Академическая (Екатерина Бирюкова)
- Литература (Станислав Львовский)
- Театр (Марина Давыдова)
- Медиа (Глеб Морев)
- Общество (Михаил Ратгауз)

Сайт дважды был номинантом сетевого конкурса «РОТОР» в категории «Информационный сайт года», финалистом в категориях «Художественный сайт года» и «Инвестор года» (Вадим Беляев) и лауреатом в номинации «Редактор года» (Мария Степанова, 2011). В 2010 году он стал лауреатом премии «Степной волк» в категории «Медиа», также номинировался в 2011 и 2012 годах. Некоторые материалы сайта были доступны на английском языке на британском сайте openDemocracy.net.

### Изменение концепции
В июне 2012 года было объявлено о том, что портал OpenSpace.ru сменит концепцию и редакцию. Команда во главе с Марией Степановой покинула редакцию в полном составе, на их место пришёл бывший главный редактор журнала «Коммерсантъ-Власть» Максим Ковальский, который превратил OpenSpace.ru в общественно-политическое издание. Он и стал последним главным редактором портала.
Портал OpenSpace.ru в первоначальном виде обновлялся до 30 июня 2012 года. Редакция во главе с Марией Степановой приняла решение зарегистрировать новый домен Colta.ru и работать там. Туда же перенесён архив OpenSpace.ru с мая 2008 года по июнь 2012 года.
Общественно-политическая версия OpenSpace.ru начала работу с 18 июля 2012 года. Рубрикации в привычном смысле слова на сайте не было: все материалы разделялись на три блока, которые не имели «официальных» названий и отличались только положением на главной странице. В первом блоке, который условно можно назвать «основным», публиковались наиболее объёмные тексты, хотя встречались и материалы, почти полностью состоящие из фотографий. В «новостном» блоке тексты были короче и в большинстве случаев касались последних новостей (чаще всего они подписаны брендом OpenSpace, а не конкретным автором). Туда же попадали письма читателей. Наконец, в «дополнительном» разделе заметки чаще всего состояли из одной фотографии или графика с короткой подписью. Несколько раз там размещались новости, откуда были вырезаны все имена собственные, и читателям предлагалось угадать, где и с кем происходили описанные события.
Полный состав новой команды OS не оглашался. Помимо штатных сотрудников OS статьи для проекта писали некоторые журналисты ИД «Коммерсантъ» — Олег Кашин, Дмитрий Камышев, Ольга Алленова.
По выходным портал не обновлялся, в связи с чем посетители перенаправлялись на сайт партнёрского проекта Weekend OpenSpace. При этом оставалась возможность вернуться на «оригинальный» OpenSpace и читать ранее опубликованные статьи.
8 февраля 2013 года сайт был закрыт решением акционеров по экономическим причинам.

## W-O-S
В феврале 2012 года OpenSpace запустил молодежный проект Weekend OpenSpace (WOS, также W-O-S или ВОС) под руководством Екатерины Герасичевой (Хориковой). Как и основной портал, он был посвящен преимущественно культуре, но ориентирован на более молодое поколение. Проект работал на отдельном домене — по выходным пользователей OpenSpace переадресовывали на WOS.
После закрытия «OpenSpace», WOS продолжил работу самостоятельно. 21 октября 2014 года произошёл перезапуск издания. Редакторский состав сохранился, но изменились дизайн и концепция сайта: название ВОС теперь расшифровывалось как «Вокруг огромная страна», а основной темой стала жизнь в России.
В сентябре 2016 года было объявлено о заморозке проекта, проведении ретроспективы старых материалов и скором закрытии. 21 октября 2016, ровно через 2 года после перезапуска, коллектив издания попрощался с читателями.

## Публикации
- Анастасия Алексеева. Актуальный lifestyle. Политика оказалась вне издательского мейнстрима. Частный Корреспондент (16 октября 2008). Дата обращения: 20 августа 2011. Архивировано 25 августа 2012 года.
- Роман Волобуев. Живи медиа. Воскрешение OpenSpace // Афиша. — 2010. — № 280.
- Александр Морозов. На смерть OpenSpace // Сноб. — 3 июля 2012 года.